# Leptogenys microps
Leptogenys microps é uma espécie de formiga do gênero Leptogenys, pertencente à subfamília Ponerinae.